# Jeanie Tracy
Jeanie Tracy (Houston, ...) è una cantante statunitense.

## Biografia
Jeanie Tracy è salita alla ribalta negli anni 70 come corista di Sylvester. Nel 1982 è stato pubblicato il suo album di debutto Me and You, seguito da It's My Time nel 1995. Tra il 1984 e il 1985 ha preso parte al programma televisivo Star Search. Nella Hot Dance Club Play ha accumulato quindici ingressi, di cui otto nella top ten e quattro numero uno. Nella Official Singles Chart britannica è invece entrata con quattro brani, raggiungendo il piazzamento migliore con Do You Believe in the Wonder nel 1994 alla 57ª posizione.
Nel 2012 la cantante è stata introdotta nella West Coast Blues Hall of Fame.

## Discografia

### Album in studio
- 1982 – Me and You
- 1995 – It's My Time

### Singoli

#### Come artista principale
- 1975 – Making New Friends
- 1982 – Your Old Standby
- 1982 – I'm Your Jeanie
- 1982 – Me and You
- 1983 – Can I Come Over And Play With You Tonight
- 1984 – Sing Your Own Song
- 1984 – Time Bomb
- 1984 – Manhunt
- 1985 – Don't Leave Me This Way
- 1988 – Let's Dance
- 1990 – I Found Love
- 1990 – Picture This
- 1990 – Funkin' With Yo Emotion
- 1991 – Party Up (Feel the Funky Beat)
- 1993 – It's My Time
- 1994 – If This Is Love
- 1994 – Do You Believe In The Wonder
- 1995 – Do You Wanna Be
- 1995 – It's a Man's Man's Man's World
- 1995 – Crying In My Sleep
- 1997 – Happiness
- 1998 – Answer My Prayer
- 1999 – Can't Take My Eyes Off You
- 2000 – Keep The Party Jumpin
- 2001 – The Power (feat. Rosabel)
- 2004 – Cha Cha Heels (feat. Rosabel)
- 2006 – Party People (con Altar)
- 2008 – Everybody Up (con Altar)
- 2009 – Turn It Up (con Altar)
- 2010 – Feel Good (feat. Edson Pride)
- 2012 – Gretchen
- 2012 – We Will Be Free Tonight (con Altar)
- 2014 – Viva (con Altar)
- 2014 – Stand Strong (feat. Rosabel)
- 2015 – Andalé (con Altar)
- 2016 – Livin' for Your Love (Your Love) (feat. Rosabel)
- 2018 – Is This My Last Stop for Love

#### Come artista ospite
- 1982 – Here Is My Love (Sylvester feat. Jeanie Tracy)
- 1982 – Give It Up (Don't Make Me Wait) (Sylvester feat. Jeanie Tracy)
- 1996 – Call It Love (Billy "Jack" Williams feat. Jeanie Tracy)
- 1997 – Into Tomorrow (Full House feat. Jeanie Tracy)
- 2007 – Put Some Funk In Your Shoes (In Between feat. Jeanie Tracy e Larry Batiste)
- 2007 – I Got a Feeling (Vicki Shepard feat. Jeanie Tracy)
- 2016 – Fabulous (Dirty Disco feat. Jeanie Tracy)
- 2017 – Absolute Danger (Dirty Disco feat. Jeanie Tracy)
- 2019 – Santa Baby (Dirty Disco feat. Jeanie Tracy)